# Walking Wounded
Walking Wounded è il nono album in studio del gruppo musicale britannico Everything but the Girl, pubblicato nel 1996. 

## Tracce
1. Before Today – 4:18
2. Wrong – 4:36
3. Single – 4:38
4. The Heart Remains a Child – 3:50
5. Walking Wounded – 6:05
6. Flipside – 4:33
7. Big Deal – 4:29
8. Mirrorball – 3:27
9. Good Cop Bad Cop – 4:54
10. Wrong (Todd Terry Remix) – 4:45
11. Walking Wounded (Omni Trio mix) – 6:43

## Formazione
- Tracey Thorn
- Ben Watt